# منتخب كرواتيا لكأس ديفيز
منتخب كرواتيا لكأس ديفيز (بالكرواتية: Hrvatska Davis Cup reprezentacija)‏ هو ممثل كرواتيا الرسمي في كرة المضرب في كأس ديفيز. تأسس في 1993.